# ملفين فوستر
ملفين فوستر (بالإنجليزية: Melvin Foster)‏ (23 فبراير 1971 - ) هو ملاكم أمريكي، صنّف ضمن فئة وزن ثقيل.

## وصلات خارجية
- ملفين فوستر على موقع بوكس ريك (الإنجليزية) (registration required)